# Veritas (Agnes)
| Recensione        | Giudizio     |
| ----------------- | ------------ |
| Aftonbladet       |              |
| Being Blogged     | 75%          |
| Gaffa             |              |
| Göteborgs-Posten  |              |
| Metro             |              |
| Nerikes Allehanda |              |
| Nöjesguiden       | (favorevole) |
| Scandipop.co.uk   | (favorevole) |
| Toya'z World      |              |

Veritas è il quarto album studio della cantante svedese Agnes, pubblicato il 5 settembre in Svezia dalla Roxy Recordings.

## Tracce
1. Amazing – 3:47 (Agnes Carlsson, Ana Diaz, Jonas Quant)
2. Walk Out of Here – 3:58 (Agnes Carlsson, Ana Diaz, Jonas Quant)
3. All I Want Is You – 3:21 (Agnes Carlsson, Ana Diaz, Jonas Quant, Vincent Pontare)
4. One Last Time – 3:59 (Agnes Carlsson, Ana Diaz, Jonas Quant)
5. Loaded – 3:30 (Agnes Carlsson, Sharon Vaughn, Tony Nilsson)
6. Human Touch – 3:49 (Agnes Carlsson, Vincent Pontare, Tony Nilsson)
7. Watching It Burn – 3:24 (Agnes Carlsson, Sharon Vaughn, Tony Nilsson)
8. Got Me Good – 3:25 (Agnes Carlsson, Vincent Pontare, Mim Nervo, Liv Nervo, Magnus Lidehäll)
9. Like God – 3:49 (Agnes Carlsson, Shereen Shabana, Tony Nilsson)
10. Into the Sun – 3:42 (Agnes Carlsson, Patrik Berger, Fredrik Berger)
11. Nothing Else Matters – 3:17 (Agnes Carlsson, Vincent Pontare, Sharon Vaughn)

Traccia bonus nella versione di iTunes
1. Unforgiven – 3:56 (Agnes Carlsson, Sharon Vaughn, Fraser T. Smith)

Traccia bonus nella versione di Spotify
1. Heart Rate – 3:15 (Agnes Carlsson, Patrik Berger, Fredrik Berger)

## Classifiche
| Classifica (2012) | Posizione massima |
| ----------------- | ----------------- |
| Svezia            | 3                 |

## Date di pubblicazione
| Paese     | Data di pubblicazione | Formato         | Etichetta             |
| --------- | --------------------- | --------------- | --------------------- |
| Finlandia | 5 settembre 2012      | Universal       | CD, download digitale |
| Svezia    | 5 settembre 2012      | Roxy Recordings | CD, download digitale |
| Mondo     | 1º aprile 2014        | Universal       | Download digitale     |